# Alfred Pérot

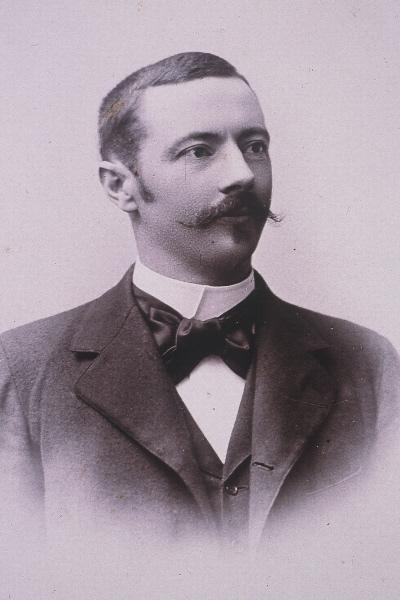
Alfred Pérot

Jean Baptiste Gaspard Gustave Alfred Pérot (Metz, 3 november 1863 – Parijs, 28 november 1925) was een Frans natuurkundige. Hij studeerde in 1884 af aan de École polytechnique in Parijs en deed vervolgens promotieonderzoek in Nancy. Hij promoveerde tot doctor in de natuurwetenschappen 1888 in Parijs op een onderzoek naar de nauwkeurige bepaling van de thermodynamische constanten ten behoeve van de berekening van het mechanisch warmte-equivalent.
Hij werd in 1888 benoemd tot lector aan de faculteit der natuurwetenschappen in Marseille, waar hij de jonge student Charles Fabry leert kennen. Samen ontwikkelen zij de interferometer met meervoudige reflectie aan halfdoorlatende spiegels – de later naar hen genoemde Fabry-Pérot-interferometer. Fabry had in zijn proefschrift het probleem van de interferentielijnen op wetenschappelijke wijze behandeld, maar Pérot zag meteen een toepassing: een elektrometer met de twee gemetalliseerde lamellen van de interferometer als elektrodes. De uitvinding van deze interferometer heeft talloze nieuwe ontwikkelingen losgemaakt, zoals meting van kleine diktes, meting van golflengtes, spectroscopie, breedte van spectraallijnen, kinetische gastheorie, experimentele toetsing van onder andere het dopplereffect. Er kwamen circa 250 publicaties uit voort, evenals diverse prijzen, zowel in Frankrijk als daarbuiten. In 1918 ontving hij samen met Charles Fabry de Rumford Medal van de Royal Society in Londen voor zijn werk op het gebied van de optica. In 1894 werd hij benoemd tot hoogleraar in de industriële elektrotechniek in Marseille.
In 1902 werd hij directeur van het Laboratoire national de métrologie et d’essais, het laboratorium van het Franse IJkwezen, waar onder meer de lengte van de standaardmeter uitgedrukt in golflengtes van een de rose spectraallijn van cadmium werd bepaald.
In 1908 volgde hij Henri Becquerel op als hoogleraar natuurkunde aan de École polytechnique. In datzelfde jaar kreeg hij de eindverantwoordelijkheid voor de zonnespectroscopie aan het observatorium van Meudon. Tijdens de Eerste Wereldoorlog ontwikkelde hij de triode, de ‘draadloze telefonie’ (radio) en de radiogoniometer. Samen met zijn leerling Bernard Lyot ontwikkelde hij een apparaat voor het automatisch laten landen van vliegtuigen en voor het op afstand besturen van een eskader schepen.
Na de oorlog hervatte hij zijn werkzaamheden in de zonnespectroscopie en leverde het eerste experimentele bewijs voor verschuiving van spectraallijnen zoals voorspeld door de algemene relativiteitstheorie.
Tot het eind van zijn leven bleef hij een gepassioneerd onderzoeker.